# Mary Wynne Warner
Mary Wynne Warner   (Carmarthen, 22 de juny de 1932 - Espanya, 1 d'abril de 1998) va ser una matemàtica gal·lesa, especialitzada en matemàtica difusa. El seu obituari al Bulletin of the London Mathematical Society assenyalava que la topologia difusa era «el camp on va ser una de les pioneres i reconeguda com una de les principals figures dels últims trenta anys».

## Primer temps i educació
Mary Wynne Davies va néixer a Carmarthen, Gal·les. Es va criar a Llandovery, on el seu pare era mestre d'escola. Es va educar en Howell's Boarding School a Denbigh. En casar-se va adoptar el cognom del seu marit, el diplomàtic Gerald Warner.
Va guanyar una beca per estudiar a Somerville College, Oxford, on es va concentrar en la topologia en els seus estudis matemàtics amb Henry Whitehead, obtenint un títol de segona classe el 1953. Va obtenir el seu doctorat a la Universitat de Varsòvia, amb una dissertació titulada "The Homology of Cartesian Product Spaces" (1966).

## Carrera
La carrera de Mary Wynne Warner va ser modelada per les tasques diplomàtiques del seu espòs. Va fer una investigació a Pequín, on el seu marit va ser destinat. A Yangon, una altra parada del diplomàtic, va ensenyar matemàtiques superior. Durant un temps, als anys setanta, va ser professora en dues universitats de Kuala Lumpur. Durant estade prolongades a Anglaterra, va ensenyar en la City University Londres, on finalment es va convertir en professora el 1996.

### Vida personal
Mary Wynne Davies es va casar amb el diplomàtic i oficial d'intel·ligència Gerald Warner el 1956. Van tenir tres fills, Sian (n. 1958), Jonathan (n. 1959) i Rachel (n. 1961), tots nascuts en diferents països. Va morir el 1998, a Espanya, als 65 anys. Va ser enterrada al cementiri on dos dels seus fills ja estaven enterrats.